# Leo O'Connell
Leo Anthony O'Connell (Saint Louis, Missouri, 31 d'agost de 1883 - Saint Louis, 15 d'agost de 1934) va ser un futbolista estatunidenc que va competir a primers del segle xx. El 1904 va prendre part en els Jocs Olímpics de Saint Louis, on guanyà la medalla de bronze en la competició de futbol com a membre del St. Rose Parish.